# Mischocyttarus rufipes
Mischocyttarus rufipes är en getingart som beskrevs av Zikan 1949. Mischocyttarus rufipes ingår i släktet Mischocyttarus och familjen getingar. Inga underarter finns listade i Catalogue of Life.